# مارکو واویک
مارکو واویک (انگلیسی: Marko Vavic؛ زادهٔ ۲۵ آوریل ۱۹۹۹) بازیکن واترپلو مونته‌نگرویی‌تبار اهل  ایالات متحده آمریکا است.
وی در مسابقات کشوری و بین‌المللی در مجموع برندهٔ ۱ مدال طلا، ۲ مدال برنز شده است.